# Monte Santa Maria Tiberina
Monte Santa Maria Tiberina es una localidad y comune italiana de la provincia de Perugia, región de Umbría, con 1.235 habitantes.

## Evolución demográfica
| Gráfica de evolución demográfica de Monte Santa Maria Tiberina entre 1861 y 2001 |
|                                                                                  |
| Fuente ISTAT - elaboración gráfica de Wikipedia                                  |